# Arbutus

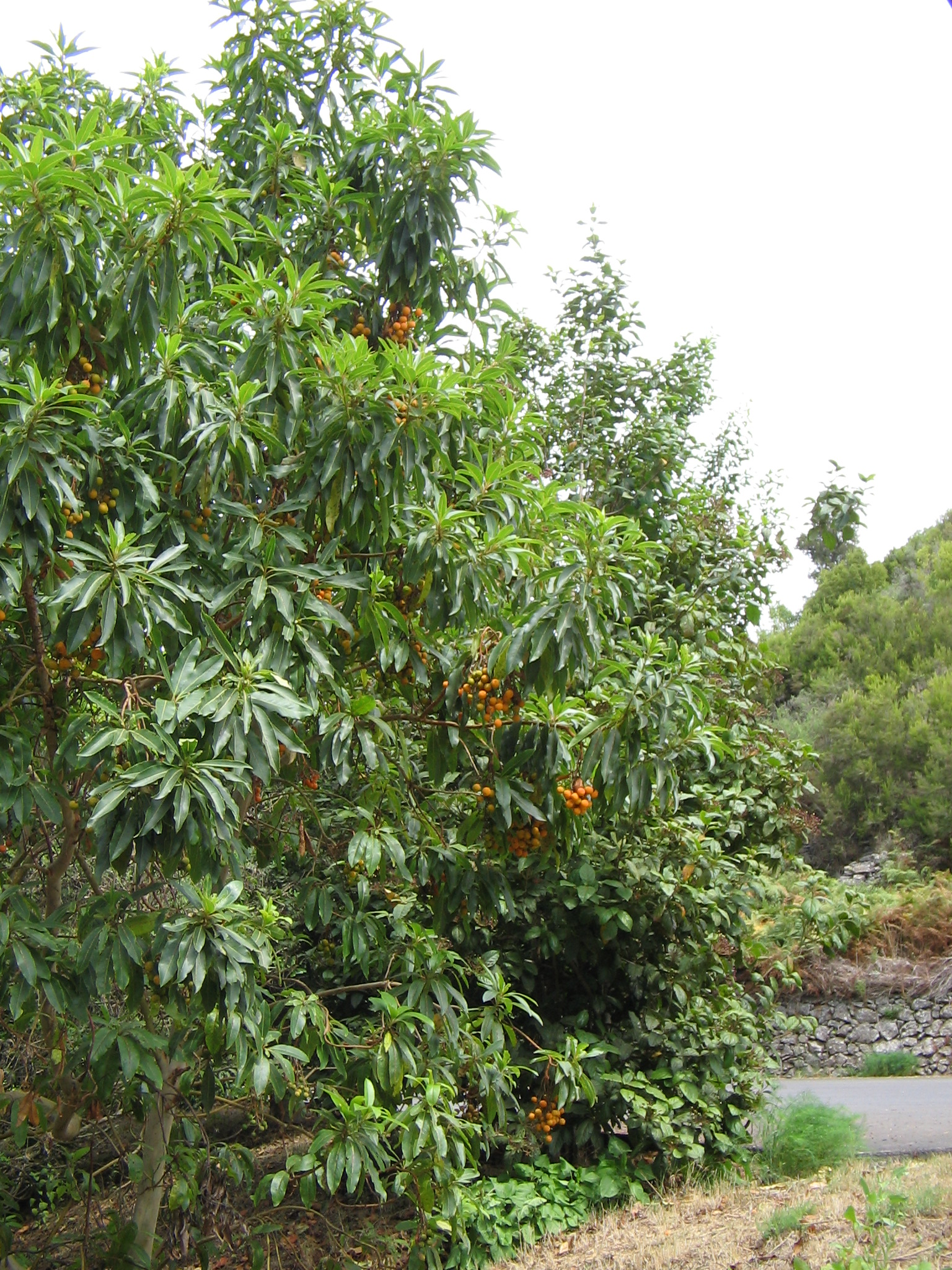
Arbutus canariensis.

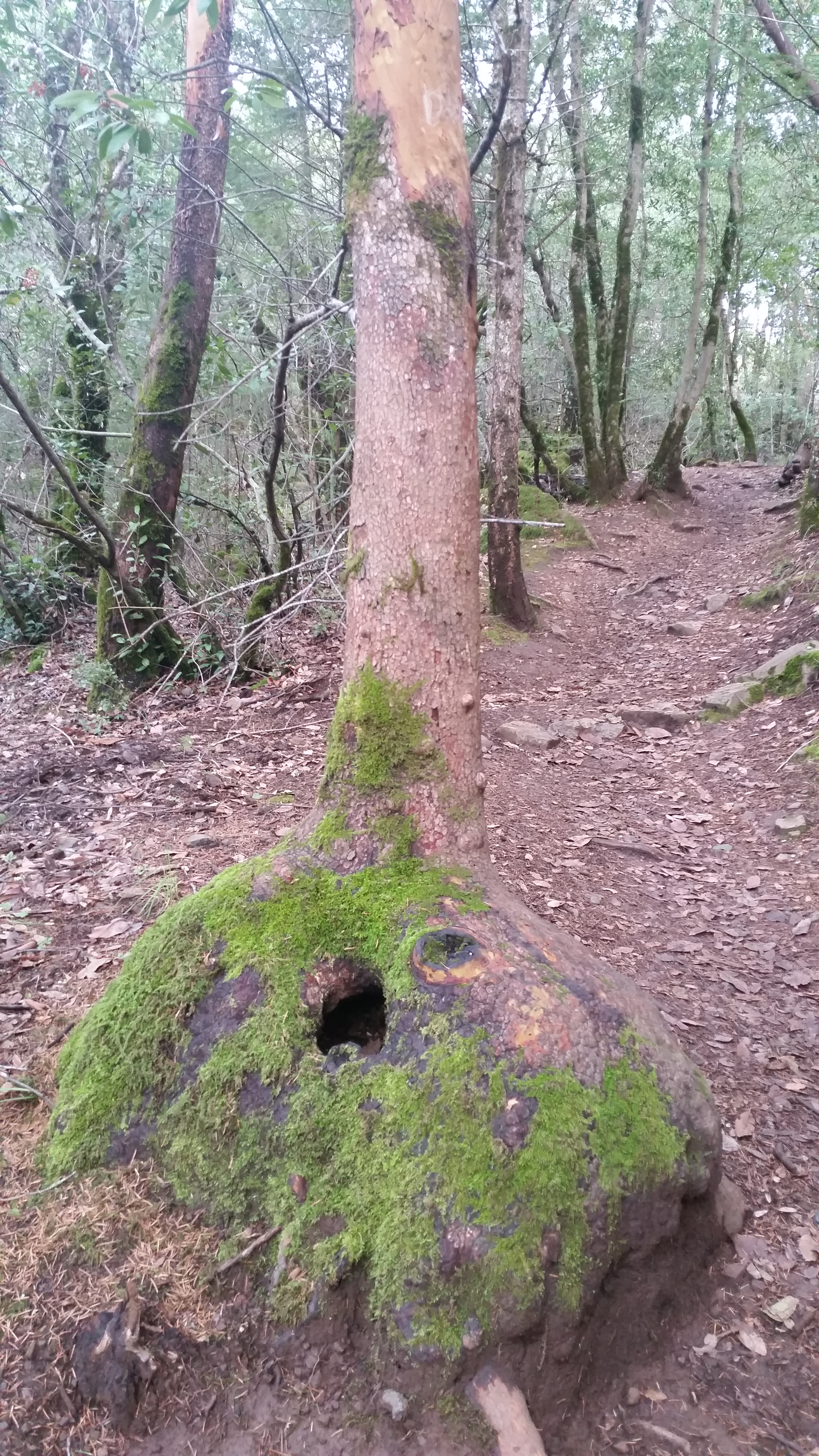
O lignotúbero de um espécime de Arbutus menziesii. Esta estrutura, situada perto do nível do solo, fornece armazenamento de energia resistente ao fogo e gemas que brotam se o dano provocado pelo fogo exigir a substituição do tronco ou dos ramos. Observe a casca alaranjada tipicamente lisa na parte superior do tronco.

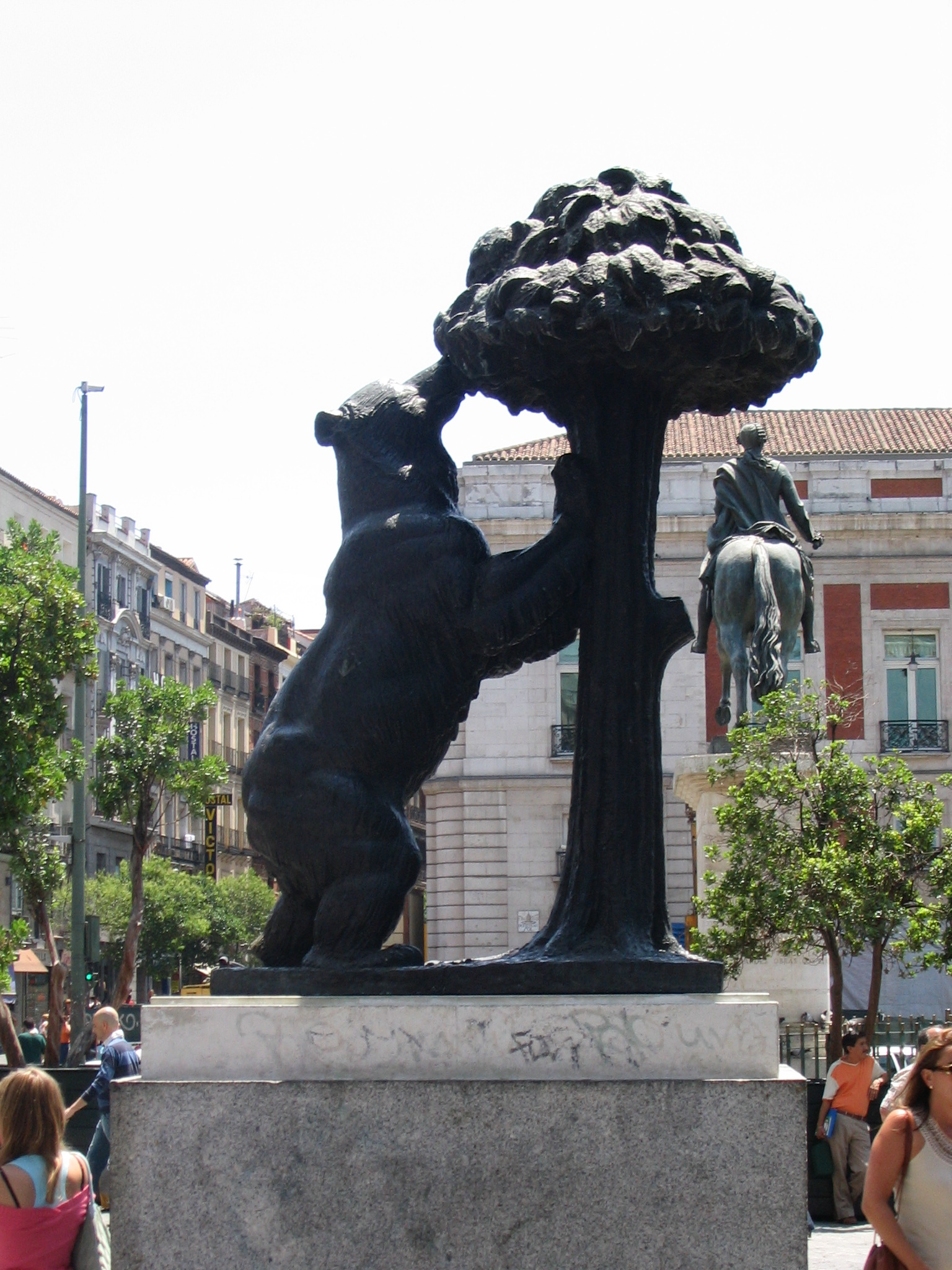
O urso e medronheiro na Puerta del Sol, Madrid.

Arbutus, também conhecido como árbuto, (Arbutus L.) é um género de plantas com flor pertencente à subfamília Arbutoideae da família das Ericaceae. O género inclui 12 espécies de pequenas árvores e arbustos, entre as quais o conhecido medronheiro. O género tem distribuição natural nas regiões temperadas quentes do Mediterrâneo, Europa Ocidental (incluindo as Canárias) e América do Norte, mas várias espécies são amplamente cultivadas como plantas ornamentais fora do seu habitat natural.

## Descrição
Morfologia
As espécies do género Arbutus são pequenas árvores ou arbustos, com a casca caindo em grandes flocos, permanecendo apenas nas partes velhas dos troncos. Muitas das espécies ocorrem em ecossistemas sujeitos a fogos florestais pelo que desenvolveram mecanismos de regeneração pós-incêndio. Um dos mais notáveis é a presença de um lignotúber situada perto do nível do solo, que fornece armazenamento de energia resistente ao fogo e gemas que brotam se o dano provocado pelo fogo exigir a substituição do tronco ou dos ramos.
As folhas apresentam filotaxia alternada, são perenes, pecioladas, coriáceas, com nervação eucamptódroma e margens inteiras ou finamente serrilhadas.
As flores ocorrem em inflorescências terminais em racemos agrupados. As brácteas florais endurecem precocemente; os pedicelos são contínuos com o cálice; bractéolas 2, basais. A flores são pentâmeras, inodoras, com estivação imbricadas; lobos de cálice livres; corola urceolada, constringindo para o meio e inflando simultaneamente; estames 10, iguais; filamentos distintos, iguais, expandidos abaixo para uma base felpuda inchada, o conectivo às vezes prolongado para uma asa membranácea sagitada estendendo-se acima do ápice da antera; anteras esporadas, o ápice deiscente por poros elípticos subterminais, com tecido em desintegração; pólen sem fio de viscina; ovário superior.
Os frutos são bagas comestíveis por humanos, vermelhas quando maduras, áspero-tuberculadas, glabras ou pilosas; as sementes são castanhas, parcialmente embebidas numa placenta carnosa. O desenvolvimento dos frutos é retardado por cerca de cinco meses após a polinização, de modo que as flores aparecem enquanto os frutos do ano anterior ainda estão amadurecendo.
Ecologia
Os membros do género Arbutus são usados alimento de algumas espécies de lepidópteros, incluindo as espécies Pavonia pavonia, a borboleta-imperador, e Eucheira socialis, conhecida pelos norte-americanos como «madrone butterfly». A distribuição desta última espécie é fortemente condicionada pela distribuição de Arbutus.

## Sistemática
O género foi descrito por Carolus Linnaeus e publicado em Species Plantarum 1: 395. 1753. Algumas espécies dos géneros Epigaea, Arctostaphylos e Gaultheria estiveram anteriormente classificadas no género Arbutus. O nome genérico Arbutus foi derivado do nome latino do medronheiro, espécie agora referida pelo binome Arbutus unedo.
Um estudo publicado em 2012 analisou o DNA ribossómico de Arbutus e seus géneros relacionados apresenta resultados que sugerem que o género Arbutus é parafilético e que as espécies da Bacia do Mediterrâneo estão mais intimamente relacionados com Arctostaphylos, Arctous, Comarostaphylis, Ornithostaphylos e Xylococcus do que com as espécies norte-americanas ocidentais de Arbutus. Esse mesmo estudo indica que a separação entre os dois grupos de espécies (o afro-euroasiático e o norte-americano) ocorreu na fronteira entre o Paleogeno e o Neogeno.
Na sua presente circunscrição taxonómica o género Arbutus inclui as seguintes espécies:
Afro-Eurásia
- Arbutus andrachne L. — sueste da Europa e sudoeste da Ásia;
- Arbutus canariensis (Duhamel) Veill. — endemismo das Ilhas Canárias;
- Arbutus pavarii Pampan. — Líbia;
- Arbutus unedo L. — difundido por toda a bacia do Mediterrâneo, incluindo as ilhas Baleares, a Sicília, o oeste de França e oeste da Irlanda, bem como as regiões da costa ocidental europeia, para sul, até ao Algarve em Portugal. A espécie é também nativa na Ucrânia e nas Canárias;[17][18]
  - Arbutus × andrachnoides (sin.: A. × hybrida e A. andrachne × unedo) — as espécies A. unedo e A. andrachne hibridizam naturalmente onde as suas áreas de distribuição coincidem; o híbrido, designado por Arbutus × andrachnoides, herda características de ambas as espécies de origem, mas os frutos não conseguem desenvolver-se bem e, como híbrido, é improvável que se reproduza por sementes.

América do Norte
- Arbutus arizonica  (A.Gray) Sarg. — Novo México, Arizona e México oriental, estendendo-se para sul até Jalisco;
- Arbutus bicolor S. González, M. González et P. D. Sørensen — Mexico;
- Arbutus madrensis M. González — oeste do México;
- Arbutus menziesii Pursh — costa ocidental da América do Norte desde o sul da Columbia Britânica ao centro da Califórnia, nas encostas ocidentais da Sierra Nevada e das montanhas da cadeia costeira do Pacífico (Pacific Coast Range);
- Arbutus mollis Kunth — México;
- Arbutus occidentalis McVaugh & Rosatti — oeste do México;
- Arbutus tessellata P.D.Sørensen — México;[19]
- Arbutus xalapensis Kunth (sin. A. texana, A. peninsularis e A. glandulosa) — Texas, Novo México e nordeste do México.[18]

Híbridos
- Arbutus × andrachnoides Link (A. andrachne × A. unedo):[18] this hybrid has gained teste híbrido ganhou o Award of Garden Merit da Royal Horticultural Society;[20]
- Arbutus × androsterilis M.Salas & al. (A. canariensis × A. unedo) nas ilhas Canárias;[21]
- Arbutus × thuretiana Demoly (A. andrachne × A. canariensis)
- Arbutus × reyorum [ (A. andrachne × A. canariensis) × A. unedo ]

Espécies anteriormente integradas no género
- Arctostaphylos tomentosa (Pursh) Lindl. (como A. tomentosa Pursh)
- Arctostaphylos uva-ursi (L.) Spreng. (como A. uva-ursi L.)
- Comarostaphylis discolor (Hook.) Diggs (como A. discolor Hook.)
- Gaultheria phillyreifolia (Pers.) Sleumer (como A. phillyreifolia Pers.)[18]

## Etnobotânica
A madeira macia do medronheiro é mencionada por Teofrasto na sua Historia Plantarum como sendo em tempos antigos usada para fazer fusos para fiar. Para Ateneu, no Dipnosofistas, o medronheiro é a árvores referida por Asclepíades de Mirlea.
Uma descrição do cultivo dos medronheiros no Alandalus está incluído na obra sobre agricultura (Kitāb al-Filaḥa) escrita no século XII pelo agrónomo ibne Alauame.
Alguns membros do género, com destaque para Arbutus unedo, são conhecidos pelo nome comum de «medronheiro». Em espanhol estas espécies são designadas por «madroño», o que deu origem aos vocábulos madrones ou madronas pelos quais as espécies deste género são conhecidas nos Estados Unidos.
A espécie mais conhecida na América do Norte é Arbutus menziesii (o Pacific madrone), nativa das regiões Noroeste do Pacífico e Norte e Centro da Califórnia. É a única árvore perene de folhas largas nativa do Canadá.
Algumas espécies dos géneros Epigaea, Arctostaphylos e Gaultheria foram anteriormente classificadas em Arbutus. Como resultado da sua classificação anterior, Epigaea repens tem o nome comum alternativo de trailing-madrone
Usos e simbolismo
Várias espécies são amplamente cultivadas como plantas ornamentais fora de suas áreas naturais, embora o cultivo seja frequentemente difícil devido à sua intolerância ao distúrbio radicular. O híbrido 'Marina' é muito adaptável e prospera em condições de jardim.
O medronheiro (Arbutus unedo) faz parte da heráldica da cidade de Madrid (El oso y el madroño, o urso e o medronheiro). Uma estátua de um urso comendo o fruto de um medronheiro está instalada no centro da cidade (na Puerta del Sol). A imagem aparece nos brasões de cidades, táxis, tampas de bueiros e outras infraestruturas da cidade.
As espécies do género Arbutus eram importantes para o povo Salish que habitava a região costeira em torno do estreito da ilha de Vancouver, que usava casca e folhas daquelas plantas para criar remédios para resfriados, problemas estomacais e tuberculose, e como base para contraceptivos. Aquelas árvores também figuram nos mitos dos Salish.
Os frutos das espécies deste género, com destaque para Arbutus unedo, são comestíveis, mas tem sabor mínimo e não são amplamente consumidos. No sul de Portugal, o fruto de A. unedo é destilado numa aguardente potente conhecida como medronho. Em Madrid, o fruto de A. unedo é destilada em madroño, um licor doce e frutado. Na Grécia a aguardente é produzida com a designação de koumaro, proveniente dos frutos do arbusto designado por koumaria (medronheiro), e está documentada desde tempo bizantinos. Na ilha da Sardenha também se produz aguardente de medronho, chamada corbezzolo (o nome da planta em italiano), mas o mais tradicional são os licores, compotas e rebuçados de medronho.
As espécies de Arbutus são boas para lenha, pois a sua madeira queima a elevada temperatura e por muito tempo. No Pacífico Noroeste a madeira de A. menziesii foi muito utilizada como fonte de calor, já que a madeira não tem valor na indústria madeireira, uma vez que não cresce em madeiras direitas.
My love's an arbutus (O meu amor é um arbutus) é o título de um poema do escritor irlandês Alfred Perceval Graves (1846–1931), musicado pelo seu compatriota Charles Villiers Stanford (1852–1924).
A compositora, cantora e pintora canadiana Joni Mitchell (nascida em 1943), inclui uma referência ao farfalhar do arbutus na sua canção For The Roses, que, segunda ela, pareciam aplausos.

## Classificação lineana do género
| Sistema | Classificação                     | Referência               |
| ------- | --------------------------------- | ------------------------ |
| Linné   | Classe Decandria, ordem Monogynia | Species plantarum (1753) |

## Galeria

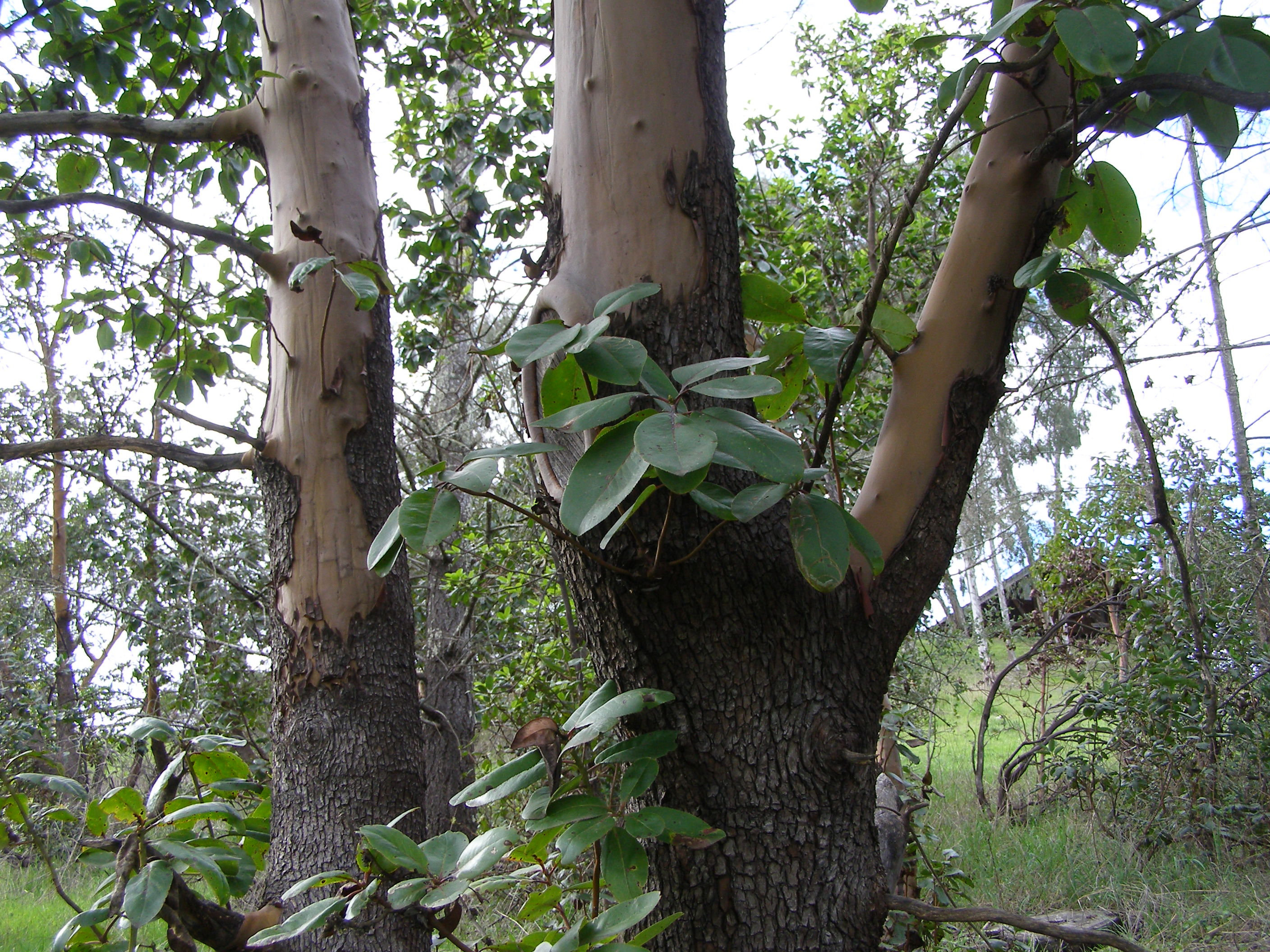
Tronco de Arbutus menziesii.
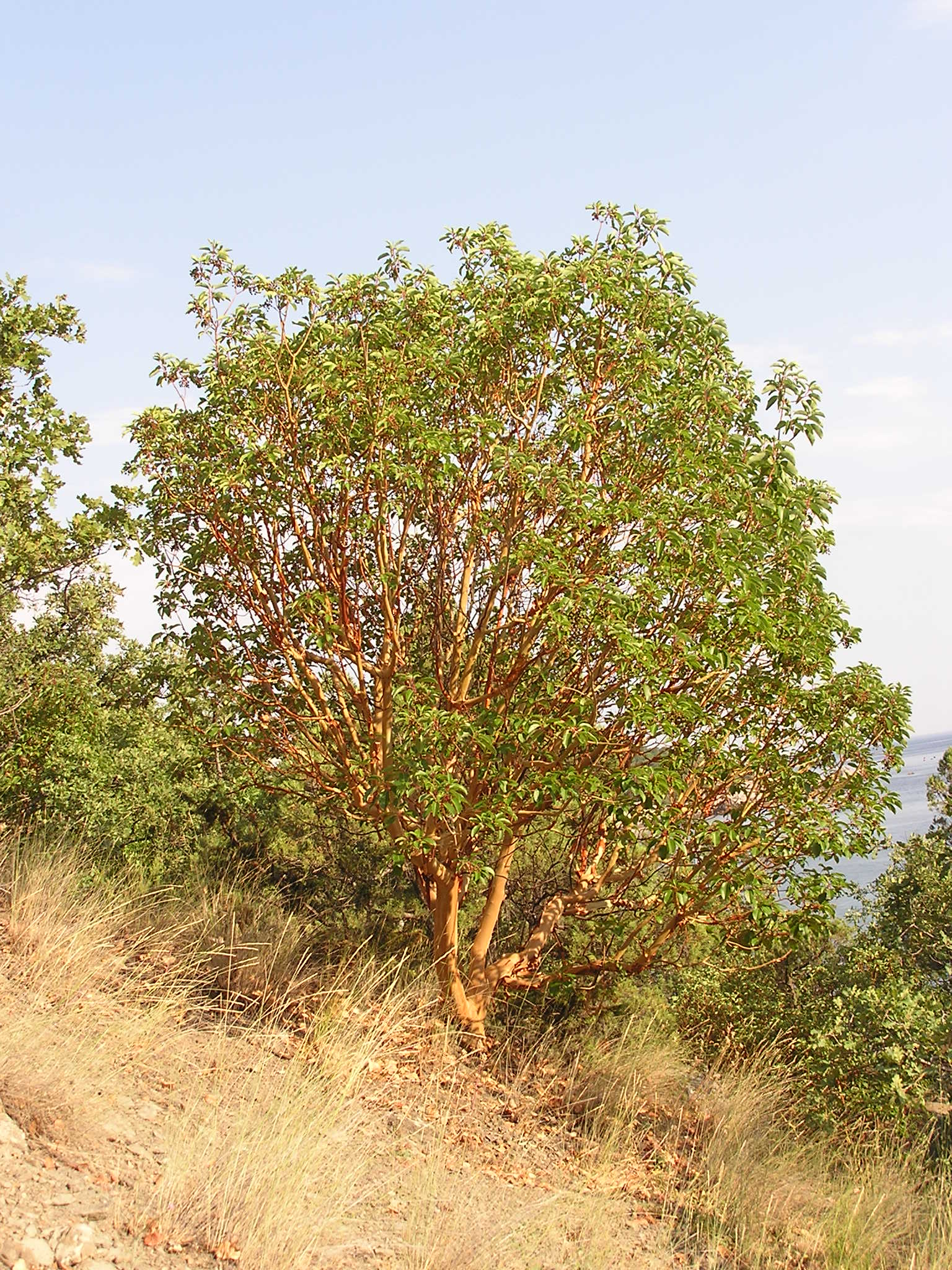
Arbutus andrachne.
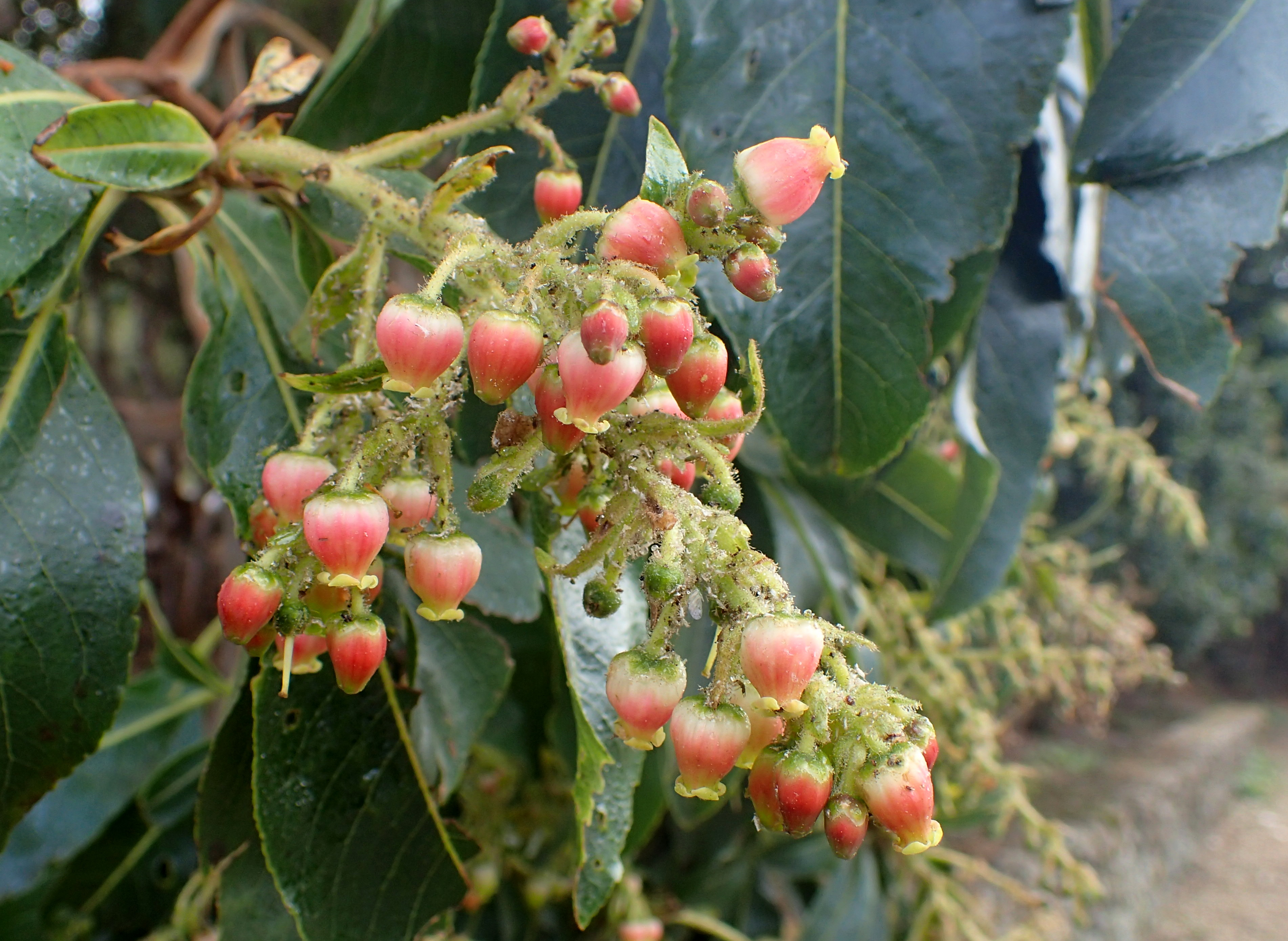
Arbutus canariensis.
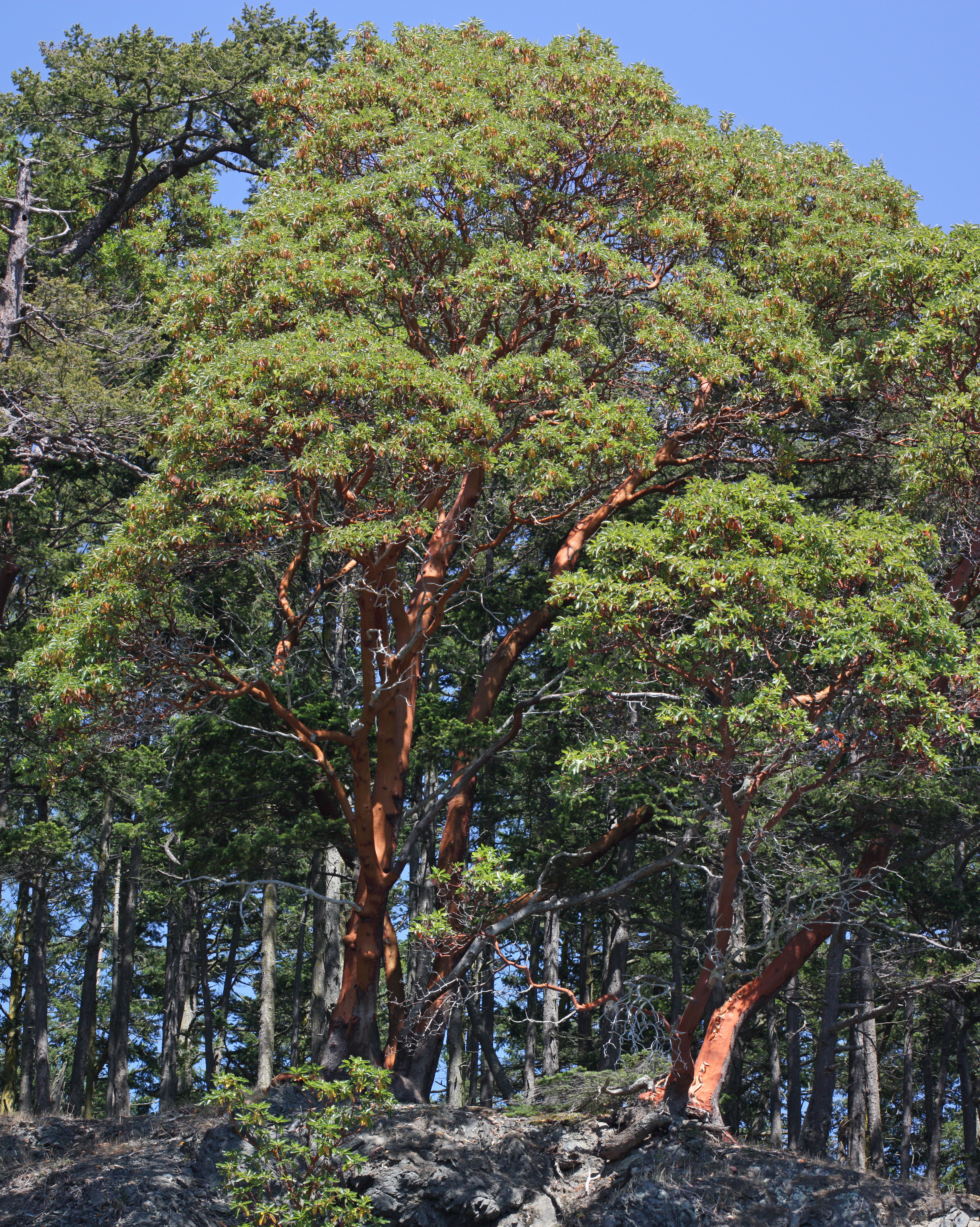
Arbutus menziesii.
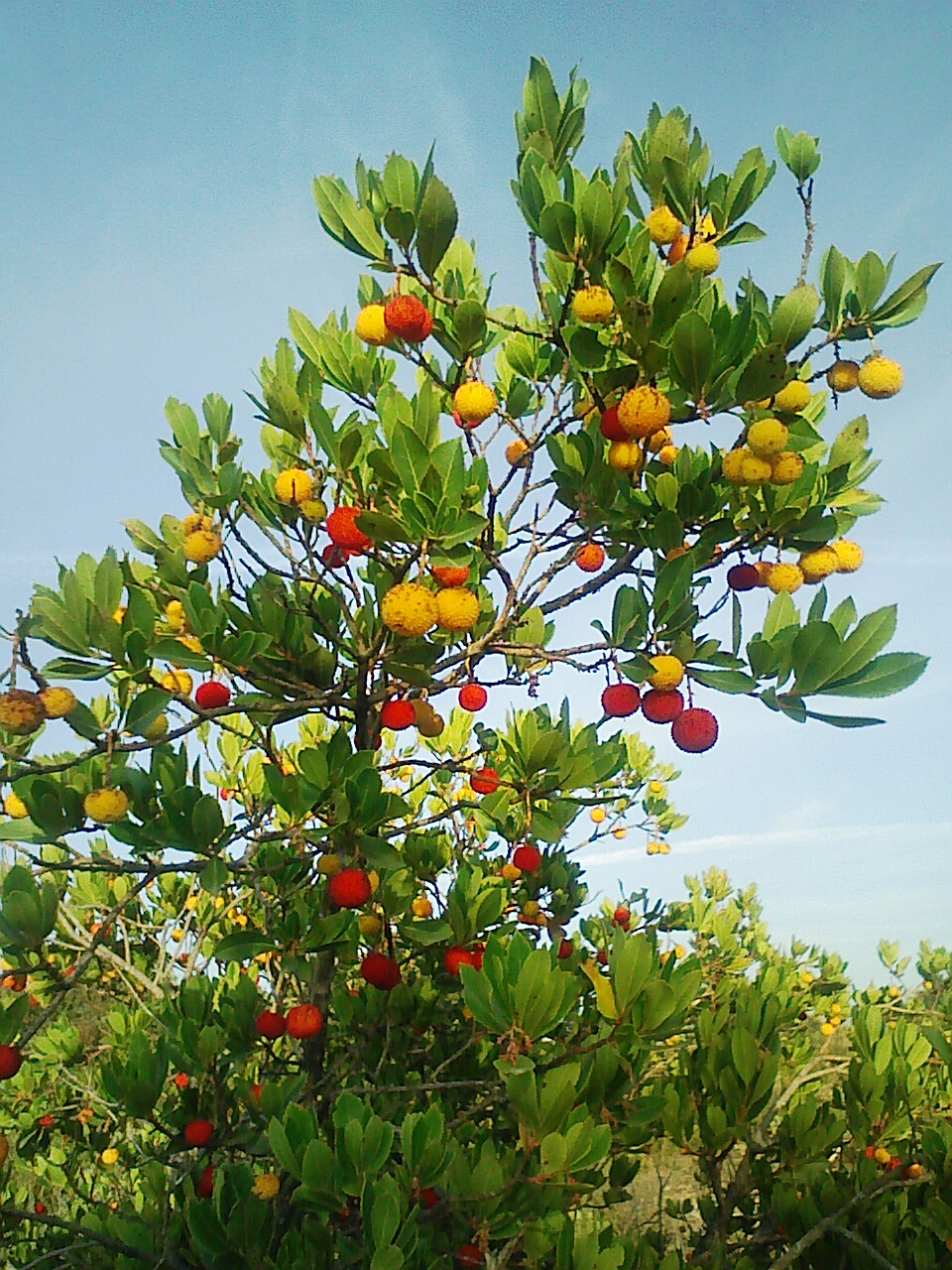
Arbutus unedo.
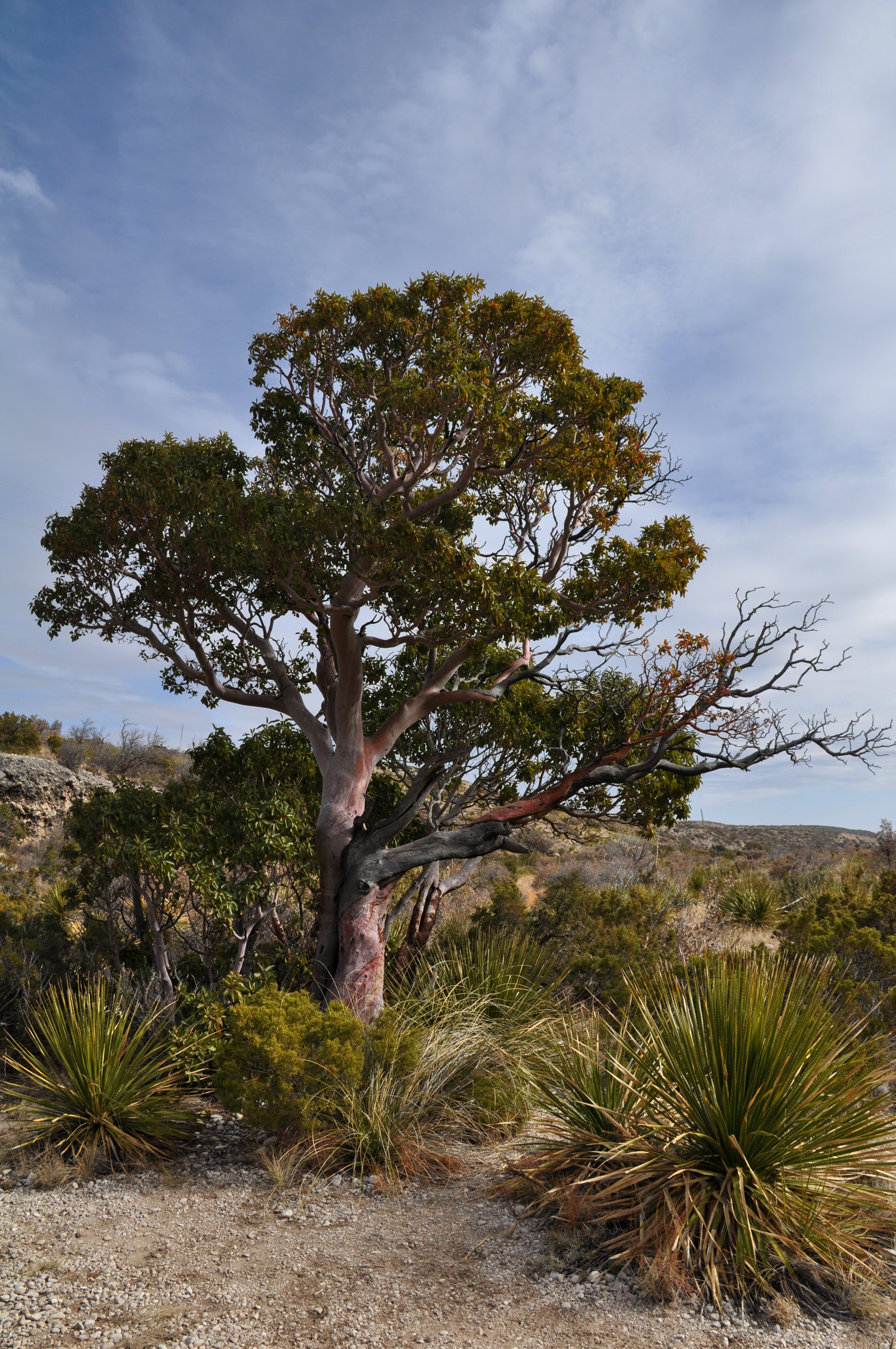
Arbutus xalapensis.
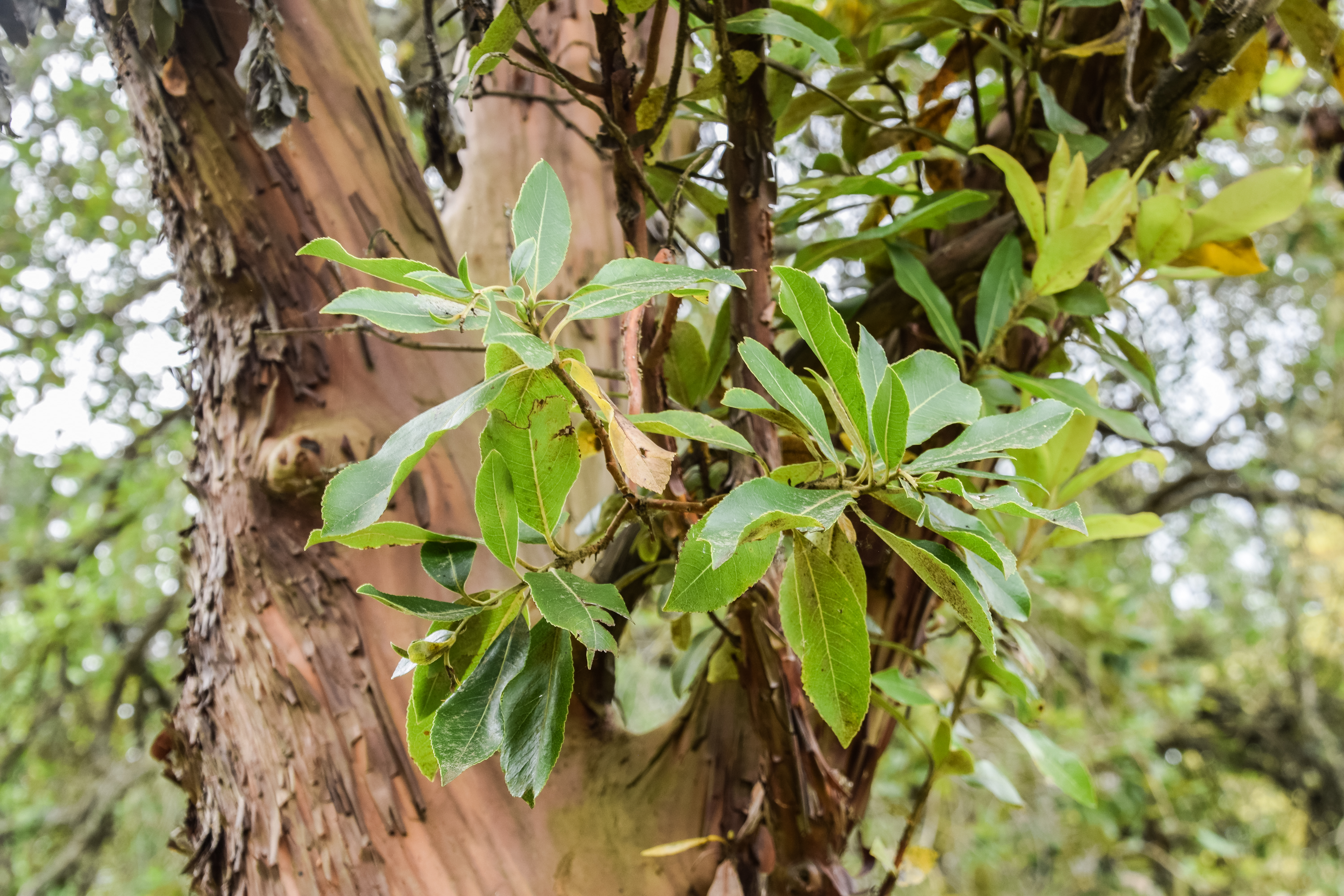
o híbrido Arbutus × andrachnoides.
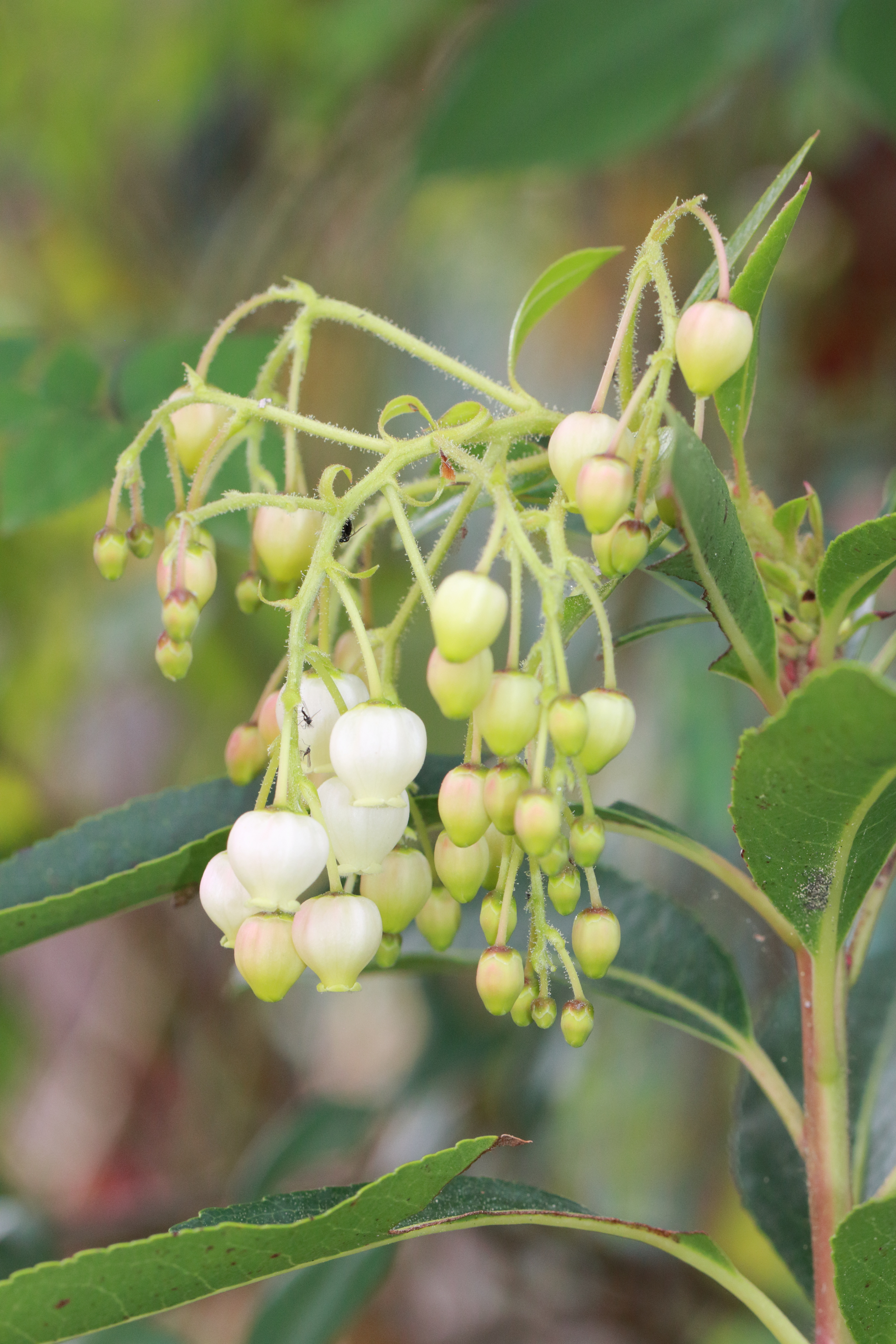
O híbrido Arbutus × thuretiana.